# Stri
Stri (Ucranià: Стрий,  Polonès: Stryj) és una ciutat de l’oblast de Lviv, a l'oest d'Ucraïna. Es troba a la riba esquerra del riu Stri, a ns  65 km  al sud de Lviv, als contraforts de les muntanyes dels Carpats. Serveix com a centre administratiu del raion de Stri dins de l'oblast. Stryi també acull l'administració de Stryi hromada, una de les hromadas d'Ucraïna. La seva població és d'aproximadament de 59.425 persones (estimat 2022).

## Nom

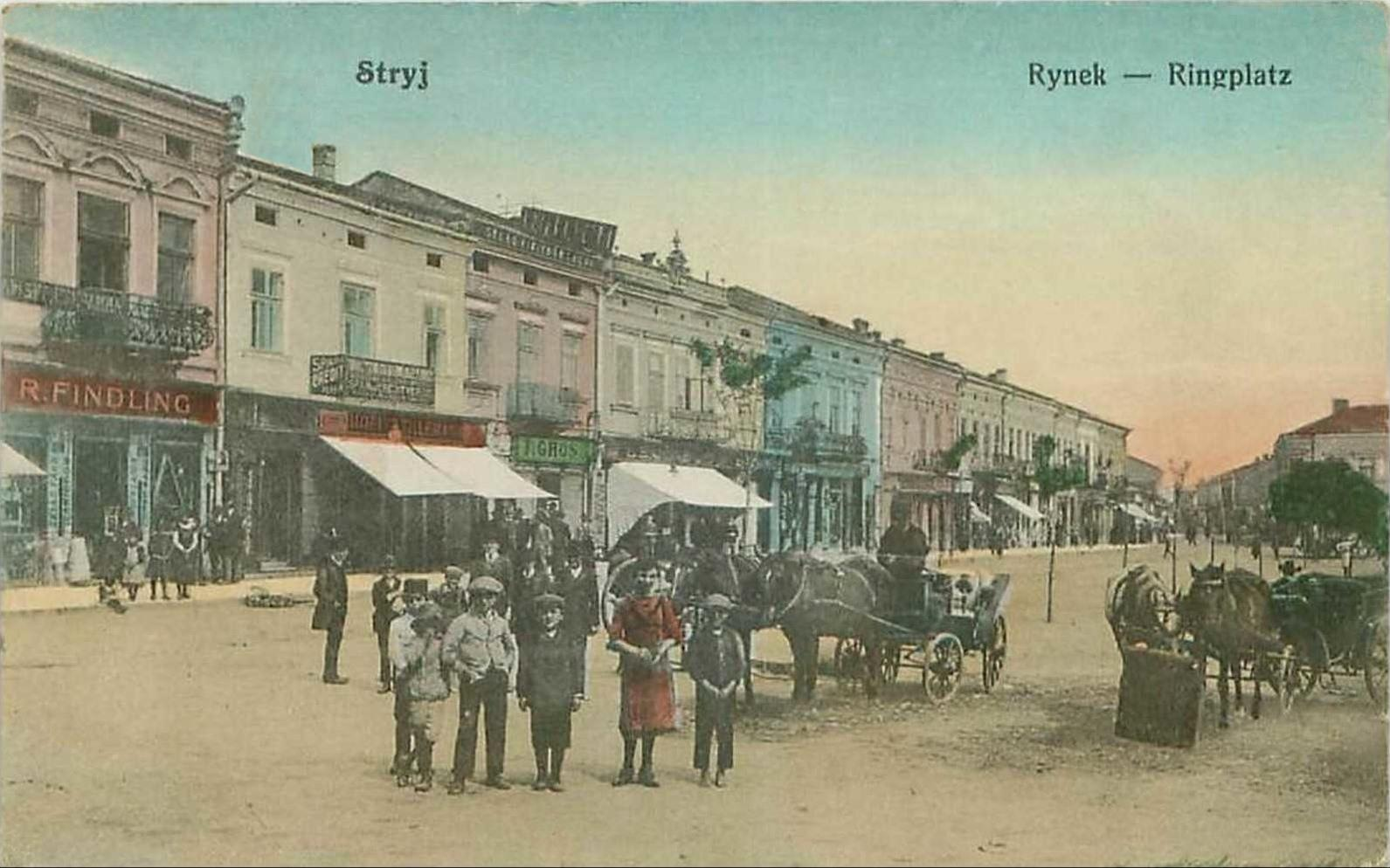
Postal de Stryj, 1915

La ciutat pren el seu nom del del riu Stryi, afluent del Dnièster. El nom del riu és molt antic i significa "riu". La seva etimologia prové de l'arrel indoeuropea *sreu. La zona va ser habitada pels croats blancs i s'ha establert que el nom Horvat (croat) també és d'origen iranià (sàrmat).
En diferents èpoques el nom es va escriure de manera diferent, i en diversos documents antics podem trobar aquests noms: Stryg, Stry, Stryj, Stryjn, Stryjia, Strig, Strigenses, Stryi, Strey, Striig, Strya, Sthryensis, Sthrya, Stryei i Stri. Els habitants s'enorgulleixen del fet que la ciutat hagi sabut mantenir el seu nom original al llarg del temps.

## Història

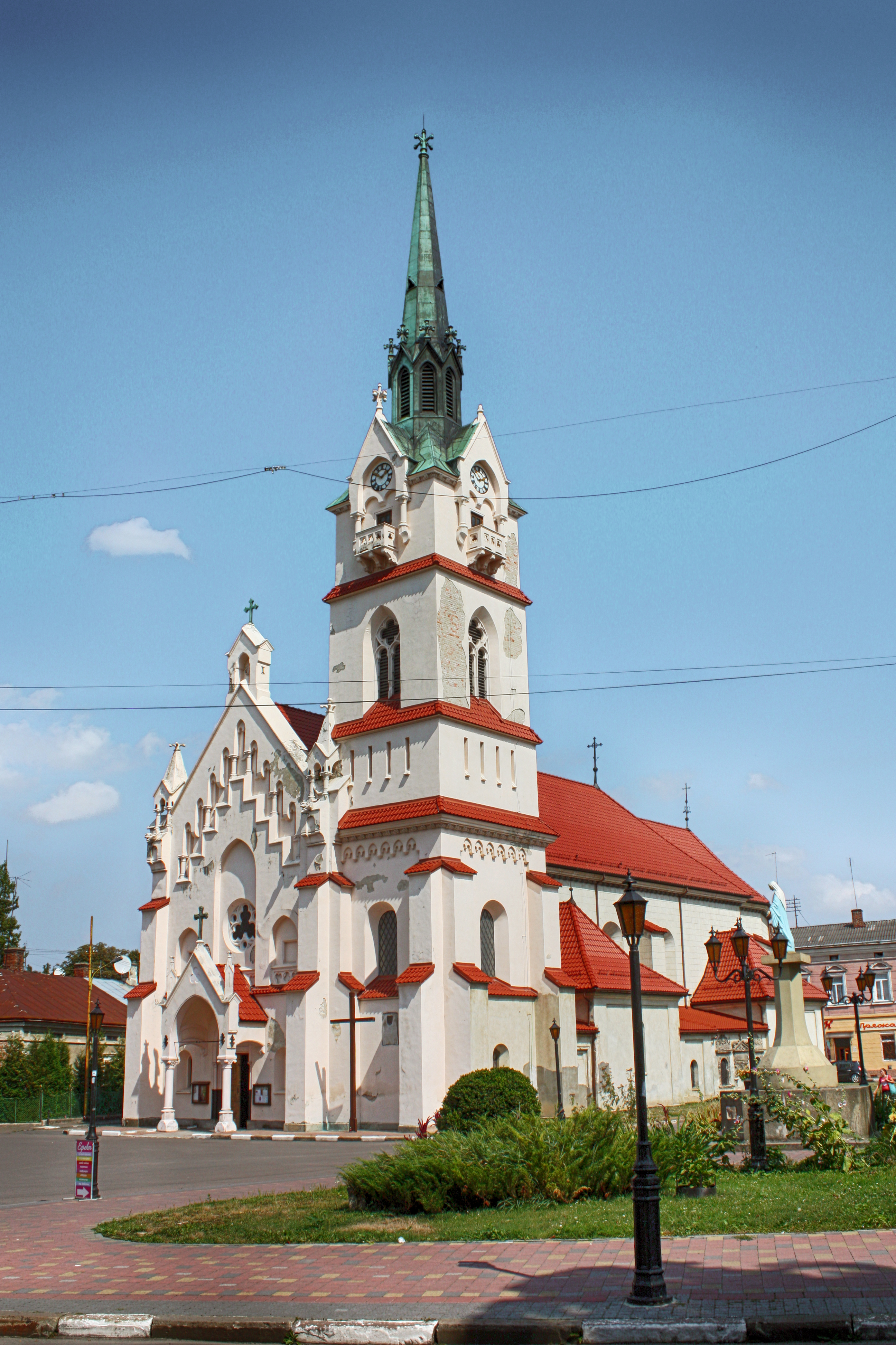
Església de la Mare de Déu Protectora

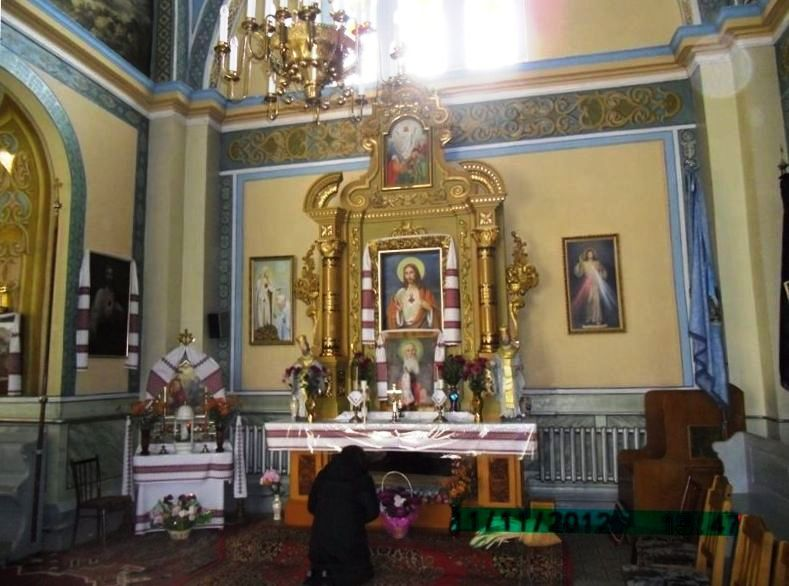
Relíquies del beat Josaphat Kotsylovsky

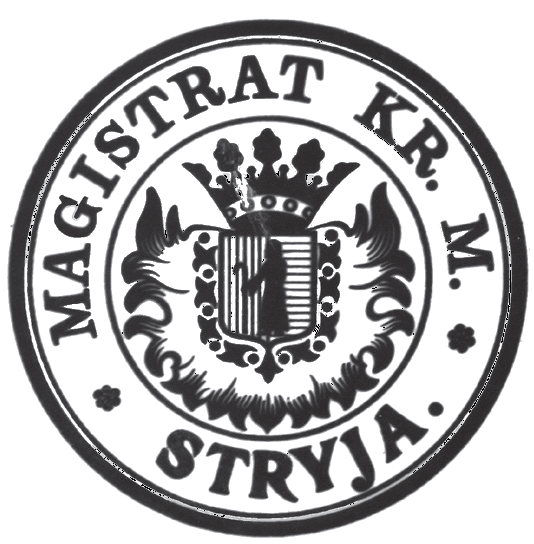
Magistrada de la ciutat reial de Stryi

Stryi va ser esmentat per primera vegada l'any 1385. El seu territori va ser annexat a Polònia després de la seva invasió i conquesta de Galítsia. El 1387 el rei polonès Ladislau II Jagelló va regalar la ciutat al seu germà pro-tsarista Švitrigaila. L'any 1431 se li va concedir els drets de Magdeburg, i estava situat al voivodat de Rutena, que des de la conquesta al segle XIV fins al 1772 va formar part de Polònia. La ciutat era governada pel magistrat local encapçalat per un burgmestre. Arran de les Particions de Polònia el territori i tota Galícia van caure en mans de l'Imperi Austríac.
La seva situació geogràfica va influir positivament en el seu desenvolupament i creixement. La ciutat es va convertir en un centre comercial florent que es trobava a la principal ruta comercial entre Halych i Lviv (Lemberg) i especialment durant els segles XV al XVI. Va ser destruït durant una de les incursions dels tàtars el 1523. La ciutat va ser reconstruïda posteriorment i va incloure un castell amb finalitats de defensa que més tard al segle xviii va ser desmantellat per les autoritats austríaques. El 1634 la ciutat va ser destruïda una vegada més per una altra incursió tàrtara. Durant l'aixecament de Khmelnitski, l'exèrcit cosac Hetmanate va ser reforçat pels regiments hongaresos del príncep Rákóczi de Transsilvània. Després de la partició de la Confederació de Polònia i Lituània el 1772, la ciutat va passar a formar part de l'Imperi austríac (vegeu: Repartiment de Polònia). Durant l'època revolucionària a l'Imperi, es va crear un Consell de Rutens a la ciutat el 1848. Durant 1872-1875 la ciutat va estar connectada a la xarxa ferroviària austrohongaresa. La seva primera estació de tren es va construir l'any 1875. En aquesta època va començar la industrialització. Entre els ciutadans més influents de la ciutat hi havia el doctor Yevhen Olesnytsky, el pare Oleksa Bobykevych i el pare O.Nyzhankivsky.
L'any 1886 un gran incendi va cremar gairebé tota la ciutat. Des d'octubre de 1914 fins al maig de 1915 Stryi va ser ocupada per l'Imperi Rus. El 1915 va tenir lloc una sagnant batalla de la Primera Guerra Mundial a les muntanyes dels Carpats properes, al voltant del pic de Zwinin (992 metres sobre el nivell del mar), a pocs quilòmetres al sud de Stryi en la qual van morir uns 33.000 soldats imperials russos.
L'1 de novembre de 1918 va tenir lloc un aixecament armat a la ciutat, després del qual va passar a formar part de la efímera República Popular d'Ucraïna Occidental. Stryi va ser novament annexat per Polònia el maig de 1919 durant una altra invasió. El 1939, després de la invasió de la Unió Soviètica a l'est de Polònia, Stryi va passar a formar part de la RSS d'Ucraïna. (vegeu: Campanya de setembre de Polònia). A la Polònia interguerres, va ser la capital del comtat de Stryj (àrea  2081 km², pop. 152.600) del Voivodat de Stanisławów. Segons el cens polonès de 1931, la seva població estava formada per 35,6% de jueus, 34,5% de polonesos, 28% d'ucraïnesos i 1,6% d'alemanys.

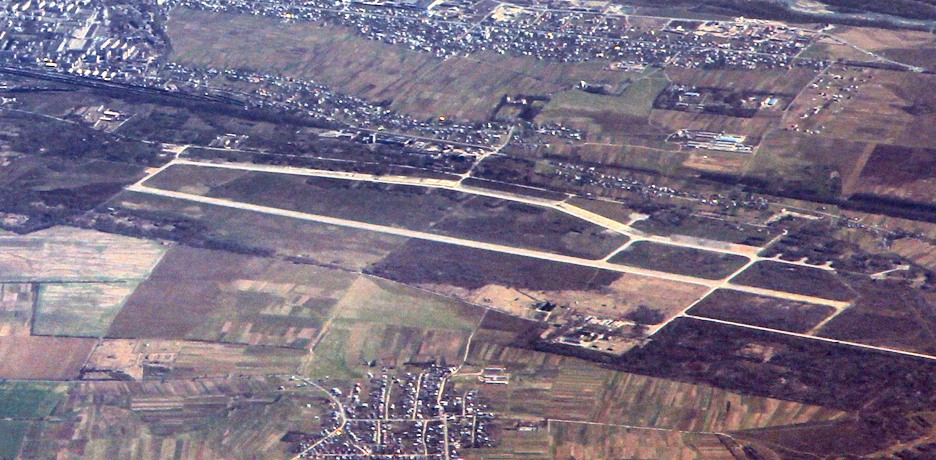
Base aèria de Stryi

El juliol de 1941, els alemanys van envair tota Galícia, inclosa Stryi. En poc temps, ucraïnesos i polonesos locals van dur a terme un pogrom entre els jueus de l'assentament, matant unes 300 persones. Entre aleshores i l'agost de 1943, es diu que els alemanys, amb l'ajuda de la policia ucraïnesa, van assassinar la majoria dels 11.000 jueus de la ciutat en un bosc proper o els van enviar al camp d'extermini de Belzec. D'una població d'11.000 habitants d'abans de la guerra, només uns quants jueus van sobreviure.
Durant la Guerra Freda, la ciutat va ser la llar de la base aèria de Stryy.
Stryi va ser la primera ciutat d'Ucraïna a mostrar la bandera d'Ucraïna, quan va ser hissada a l'ajuntament de Stryi el 14 de març de 1990, abans de la implosió de la Unió Soviètica el desembre de 1991.

### Història recent
El 9 d'abril de 2009, el consell de la província de Lviv va decidir retirar una estàtua de l'època soviètica al soldat de l'Exèrcit Roig que va ser instal·lada pel règim comunista local a la ciutat de Stryi i traslladar-la a un museu del totalitarisme soviètic, dient que l'estàtua no té cap valor històric o cultural a la ciutat.
Fins al 18 de juliol de 2020, Stryi es va incorporar com a ciutat d'importància oblast i va servir com a centre administratiu del raió de Stryi tot i que no pertanyia al raió. El juliol de 2020, com a part de la reforma administrativa d'Ucraïna, que va reduir el nombre de raions de l'oblast de Lviv a set, la ciutat de Stryi es va fusionar amb Stryi Raion.

## Persones notables

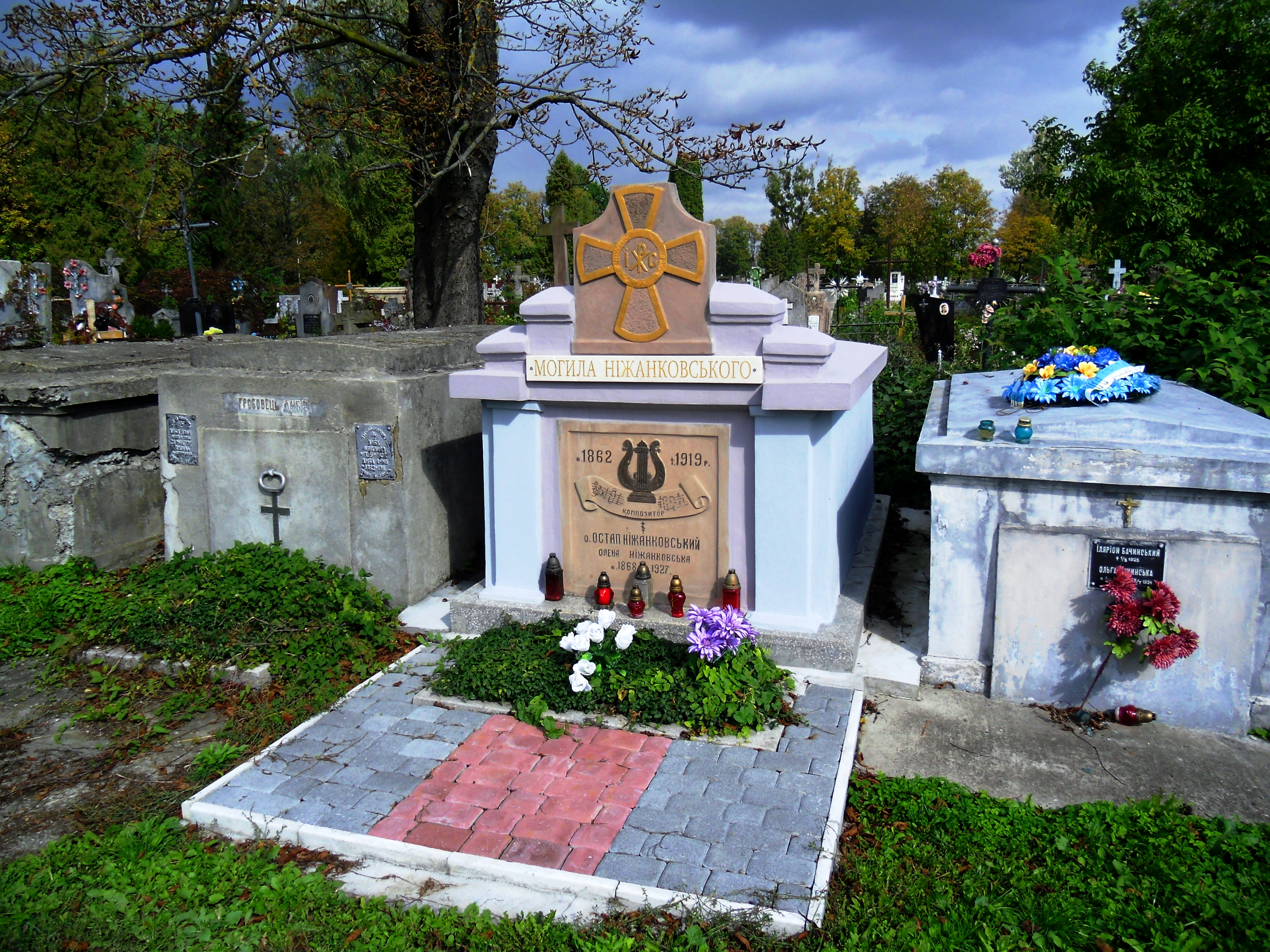
Tombes d’Ostap Nyzhankivsky (1862-1919), sacerdot, compositor i personatge públic grec catòlic ucraïnès, i la seva dona Helen (1868-1927) a Stryi

Les persones notables nascudes a Stryi són:
- Anna Muzitxuk (nascuda el 1990), jugadora d'escacs ucraïnesa

- Maria Muzitxuk (nascuda el 1992), jugadora d'escacs ucraïnesa

- Sviatoslav Shevchuk (nascut el 1970), arquebisbe major de l'Església catòlica grega d'Ucraïna

- Vitaliy Antonov (nascut el 1962), empresari ucraïnès

- Louis Begley (nascut el 1933), novel·lista polonès-americà

- Solomon J. Buchsbaum (1929–1993), físic polonès-americà

- Włodzimierz Godłowski (1900–1940), neuròleg polonès

- Benedykt Halicz (1903–1997), biòleg polonès

- Artem Hromov (nascut el 1990), futbolista ucraïnès

- Antoni (Illiashewicz) (nascut n.1700-1775), orth. bisbe de Vjatka i Velikoperm, Rússia

- Julia Keilowa (1902–1943), dissenyadora polonesa

- Michael Kmit (1910–1981), pintor australià

- Jan Kociniak (1937–2007), actor polonès

- Józef Koffler (1896–1941), compositor polonès

- Józef Kustroń (1892–1939), general de l'exèrcit polonès

- Kornel Makuszyński (1884–1953), escriptor polonès

- Zbigniew Messner (1929–2014), primer ministre de Polònia 1985–88

- Kazimierz Nowak (1897–1937), viatger polonès

- Taras Petrivskyi (nascut el 1984), futbolista ucraïnès

- Pola Stout (1902–1984), dissenyadora d'interiors i tèxtils nord-americana

- Julian Stryjkowski (1905–1996), escriptor polonès

- Zygmunt Szendzielarz (1910–1951), comandant de l'Armia Krajowa

- Ihor Tenyukh (nascut el 1958), almirall ucraïnès

- Andriy Tlumak (nascut el 1979), futbolista ucraïnès

- Kazimierz Wierzyński (1894–1969), escriptor i poeta polonès

- Zygmunt Wojciechowski (1900–1955), historiador polonès

## Ciutats agermanades
Stryi està agermanada amb:
- Bălți, Moldàvia (1980)
- Düren, Alemanya (2001)
- Gradačac, Bòsnia i Hercegovina
- Lwówek Śląski County, Polònia (2005)
- Mansfield, Anglaterra
- Nowy Sącz, Polònia
- Vegreville, Canadà (2009)
- Zakopane, Polònia (2004)